# Olympische Winterspiele 2002/Teilnehmer (Armenien)
| Gelbes Symbol für Goldmedaillen mit stilisierten Olympischen Ringen | Graues Symbol für Silbermedaillen mit stilisierten Olympischen Ringen | Braundes Symbol für Bronzemedaillen mit stilisierten Olympischen Ringen |
| ------------------------------------------------------------------- | --------------------------------------------------------------------- | ----------------------------------------------------------------------- |
| —                                                                   | —                                                                     | —                                                                       |

Armenien nahm 2002 zum dritten Mal an Olympischen Winterspielen teil. Das Land entsandte neun Athleten nach Salt Lake City, welche in vier Disziplinen antraten. Eine Medaille konnte keiner der Sportler gewinnen.
Fahnenträger bei der Eröffnungsfeier war der Skifahrer Arsen Harutjunjan.

## Übersicht der Teilnehmer

### Bob
Männer
- Dan Janjigian, Yorgo Alexandrou
Zweierbob: 33. Platz (3:18,11 min)

### Eiskunstlauf
Paarlauf
- Artjom Snatschkow, Marija Krassilzewa
20. Platz

Frauen, Einzel
- Julija Lebedewa
27. Platz

### Ski Alpin
Frauen
- Vanesa Rakedzhyan
Riesenslalom: 47. Platz (3:03,71 min)
Slalom: 29. Platz (1:59,12 min)

Männer
- Arsen Harutjunjan
Slalom: Ausgeschieden

### Skilanglauf
Frauen
- Margarita Nikoljan
1,5 km Sprint: 58. Platz (4:13,55 min, Qualifikation)
10 km klassisch: 56. Platz (38:16,4 min)
15 km Freistil: Ausgeschieden
5 + 5 km Jagdrennen: 69. Platz (Ausstieg nach klassischem Stil)

Männer
- Aram Hadschijan
1,5 km Sprint: 62. Platz (3:24,89 min, Qualifikation)
15 km klassisch: 66. Platz (46:42,9 min)
10 + 10 km Jagdrennen: 71. Platz (Ausstieg nach klassischem Stil)
30 km Freistil: 62. Platz (1:24:07,5 h)
50 km klassisch: 71. Platz (2:48:48,1 h)